# Galeria Międzynarodowego Centrum Kultury w Krakowie
Galeria Międzynarodowego Centrum Kultury w Krakowie (Galeria MCK) – galeria prowadzona przez Międzynarodowe Centrum Kultury w Krakowie, zlokalizowana przy Rynku Głównym 25

## Działalność
Organizowane w Galerii Międzynarodowego Centrum Kultury wystawy przybliżają publiczności najistotniejsze zjawiska ze świata sztuki i architektury, zwłaszcza XIX i XX w. Program Galerii MCK skupia się na dorobku kultur Europy Środkowej, ale organizowane są również wystawy sztuki europejskiej, a także reprezentującej inne kontynenty, m.in. Amerykę, Azję i Australię. Galeria prezentuje malarstwo, grafikę, fotografię, rzeźbę, plakat oraz projekty architektoniczne.
W Galerii MCK oglądać można wystawy monograficzne i przekrojowe, pokazuje osobowości, tendencje i kolekcje. W programie wystawienniczym obecne są stałe cykle: sztuka awangardy i wczesnego modernizmu pierwszej połowy XX w., polscy artyści tworzący za granicą, laureaci grand prix Międzynarodowego Triennale Grafiki w Krakowie, mistrzowskie grafiki ze zbiorów Gabinetu Rycin i Biblioteki Polskiej Akademii Umiejętności, fotografia XX w., wybitni architekci pierwszej połowy XX w.
Duże wystawy prezentowane są w Galerii MCK znajdującej się na pierwszym piętrze kamienicy „Pod Kruki”, do 2008 r. posiadającej 300 m² przestrzeni wystawienniczej, a od 2009 r. dysponującej powiększoną przestrzenią liczącą łącznie 470 m². Kameralne wystawy oglądać można w gotyckich piwnicach, których trzy sale posiadają 120 m² przestrzeni wystawienniczej.

## Archiwum wystaw
| 2010                                                              |
| ----------------------------------------------------------------- |
| Andreas Feininger. Nowy Jork, lata czterdzieste                   |
| Melodia dwóch pieśni. Fotografie Marka Powera                     |
| Dom miłośnika sztuki. Kultura artystyczna Czech i Moraw 1870-1930 |

| 2009                                                             |
| ---------------------------------------------------------------- |
| Parlament Europejski. Od środka                                  |
| Ingrid Ledent. Ciągłość pamięci                                  |
| Konrad Srzednicki. Poeta grafiki                                 |
| Alfred Hałasa – plakaty                                          |
| Bauhaus XX-XXI. Dziedzictwo wciąż żywe                           |
| Wina i kara. Sprawiedliwość w grafice europejskiej XVI-XIX wieku |

| 2008                                                              |
| ----------------------------------------------------------------- |
| Mroczna strona wyobraźni – sztuka Alfreda Kubina                  |
| Pino Fedeli                                                       |
| Współczesna sztuka belgijska. Między konstruktywizmem a figuracją |
| Ocalić od zapomnienia                                             |
| Rzeka w przestrzeni miasta                                        |

| 2007                                                                     |
| ------------------------------------------------------------------------ |
| Świat przed katastrofą. Żydzi krakowscy w dwudziestoleciu międzywojennym |
| Jože Plečnik (1872 – 1957) – architekt i wizjoner                        |

| 2006                                                                            |
| ------------------------------------------------------------------------------- |
| CO2. Bruksela do nieskończoności                                                |
| Mieczysław Wejman. Rowerzysta – akwaforty i szkice z lat 1957 – 1971            |
| Davida Kidd. Pomiędzy nieuchwytnym a nieuświadomionym                           |
| Rembrandt i Konkurenci                                                          |
| Twarze Ameryki. Portrety z kolekcji Terra Foundation for America Art. 1770-1940 |

| 2005                                                                      |
| ------------------------------------------------------------------------- |
| Norymberga w obiektywie Lali Aufsberg (1907–1976)                         |
| Frans Masereel – odkrywanie mistrza. Malarstwo, grafika, rysunek          |
| IV Ogólnopolski Konkurs Plastyczny dla Warsztatów Terapii Zajęciowej 2005 |
| Kolekcja Małopolskiej Fundacji Muzeum Sztuki Współczesnej „Znaki czasu”   |
| Kresy na nowo odkryte. Wspólne dziedzictwo Polski i Ukrainy               |

| 2004 |
| --- |
| Współczesna sztuka słowacka 1960-2000                                                                                                 |
| Oto człowiek. Dzieła z kolekcji Deutsche Bank                                                                                         |
| Siedem grzechów głównych. Grafiki z kolekcji Gabinetu Rycin Polskiej Akademii Umiejętności w Bibliotece Naukowej PAU i PAN w Krakowie |
| Max Weiler (1910-2001). Malarstwo |
| Igor Mitoraj. Rzeźby i rysunki |
| III Ogólnopolski Konkurs Plastyczny dla Warsztatów Terapii Zajęciowej 2004                                                            |

| 2003                                                       |
| ---------------------------------------------------------- |
| Włodzimierz Kunz. Dzieło graficzne                         |
| Karl Duldig (1902-1986). Rzeźby i rysunki                  |
| Mistrzowie światła. Impresjonizm kalifornijski (1890-1930) |

| 2002                                                     |
| -------------------------------------------------------- |
| Grafica opera prima                                      |
| Pocztówka lwowska 1890–1945 ze zbiorów Marka Sosenki     |
| James Ensor (1860-1945). Grafika i malarstwo             |
| Martin Dülfer (1859-1942). Prekursor niemieckiej secesji |
| Jak Feniks z popiołów... Jan Zachwatowicz 1900-1983      |
| Andrzej Nowacki. Po drugiej stronie kwadratu.            |
| Dynamika i funkcja. Architektura Ericha Mendelsohna.     |

| 2001                                                                                                |
| --------------------------------------------------------------------------------------------------- |
| Neo Rauch. Malarstwo z kolekcji Deutsche Bank                                                       |
| Hogarth i jego wiek. Arcydzieła grafiki z Gabinetu Rycin w Bibliotece Naukowej PAU i PAN w Krakowie |
| Między tradycją a eksperymentem. Sztuka czeska 1939-1989. Ze zbiorów Muzeum Sztuki w Ołomuńcu       |
| Paula Modersohn-Becker i artyści z Worpswede. Rysunki i grafiki 1895-1906                           |

| 200                                                |
| -------------------------------------------------- |
| Otto Wagner. Wiedeń-architektura około 1900        |
| Mersad Berber - Grand Prix MTG '97                 |
| Siła wyobraźni. Symbolizm w Brukseli               |
| Made in Hungary. Fotograficy węgierscy 1919–1956   |
| Uniwersytet Jagiellonski w dokumentach (XIV–XX w.) |

| 1999                                         |
| -------------------------------------------- |
| Kultura Opactwa Sankt Gallen                 |
| Baillie Scott. Dom dziełem sztuki            |
| Rembrandt, Rubens i inni                     |
| Jan Lebenstein. Etapy                        |
| SPISZ · SPIŠ · ZIPS · SZEPES                 |
| Romuald Loegler. Dialog z czasem i miejscem. |

| 1998                                                            |
| --------------------------------------------------------------- |
| Margaret Hunter. Punkty styczne.                                |
| Krzysztof Penderecki "Czarna Maska". Współczesny taniec śmierci |
| Emil Nolde (1867–1956)                                          |
| Polak, Węgier... Potrójny dialog.                               |
| Maria Helena Vieira da Silva (1908–1992). Grafika               |

| 1997                                                     |
| -------------------------------------------------------- |
| Architektura Lwowa XIX wieku (1772–1918)                 |
| Surrealista Marcel Mariën                                |
| Toshihiro Hamano. Człowiek i sztuka                      |
| Arcydzieła grafiki ze zbiorów Biblioteki PAN w Krakowie  |
| Henryk Morel. Rysunek – rzeźba – kompozycja przestrzenna |
| Radio i kultura masowa                                   |
| Istota rzeczy. Malarstwo Kazimierza Głaza                |

| 1996                                                                                    |
| --------------------------------------------------------------------------------------- |
| Egon Schiele w Krakowie                                                                 |
| Wobec Thanatosa. Galicyjskie cmentarze wojenne z lat 1914–1918                          |
| Charles Rennie Mackintosh. Życie i twórczość                                            |
| 5 lat Międzynarodowego Centrum Kultury w Krakowie                                       |
| Miasta Środkowoeuropejskie - podobieństwa i kontrasty (Graz, wraz z Grazer-Stadtmuseum) |
| Art Nouveau w Europie Środkowej. Bratysława – Budapeszt – Kraków – Praga – Wiedeń       |
| Józef Czapski. Obrazy i rysunki ze zbiorów prywatnych                                   |
| Artyści węgierscy. Imre Bukta, Károly Halász                                            |

| 1995                                                                          |
| ----------------------------------------------------------------------------- |
| Beksiński. Najnowsze obrazy                                                   |
| Francesco Bartolozzi. Ryciny ze zbiorów graficznych Biblioteki PAN w Krakowie |
| Poezja architektury. Wczesna twórczość Duąana Jurkoviča                       |
| Europa Nostra Photo Award Exhibition                                          |
| Artysta i jego Mecenas. Rysunki Jacka Malczewskiego ze zbiorów Lanckorońskich |
| Piotr Sonnewend. Przypomnienie formy                                          |

| 1994                                                               |
| ------------------------------------------------------------------ |
| Oskar Kokoschka. Wczesne lata                                      |
| Günter Dollhopf – Grand Prix Międzynarodowego Triennale Grafiki'91 |
| Hugo Häring a współczesność                                        |
| Malarstwo Urszuli Teresy Gogulskiej-Seger                          |
| Malarstwo Margot Gentner-Trierweiler                               |
| Lwowska Wystawa Krajowa 1894                                       |
| Dziedzictwo kresów                                                 |
| Nowosielski. Rysunki                                               |

| 1993                                                                       |
| -------------------------------------------------------------------------- |
| W kręgu historyzmu (m.in. P. Delaroche, K. Piloty, H. Makart, M. Munkácsy) |
| Zbigniew Dłubak. Przeciw stereotypom                                       |
| Otto Dix. Wczesne lata                                                     |
| Ingrid von Kruse. Europa beim Wort genommen                                |
| Adalbert Stifter. Przerażająco piękny świat                                |

| 1992                                                                                 |
| ------------------------------------------------------------------------------------ |
| 200 słów na 200-lecie                                                                |
| Natalia Lach-Lachowicz. Natalia LL.                                                  |
| Alfons Mucha. Plakaty ze zbiorów lwowskich (w ramach Europejskiego Miesiąca Kultury) |
| Gustav Klimt. Malarstwo i rysunek (w ramach EMK)                                     |
| Grafika George'a Grosz. (w ramach EMK)                                               |
| Andrzej Dudziński. POMIĘDZY – lata amerykańskie (w ramach EMK)                       |
| Tadeusz Brzozowski. Malarstwo i rysunek (w ramach Europejskiego Miesiąca Kultury)    |
| Gerhard Gepp. Poetycka satyra                                                        |
| Konrad Adenauer – Niemiec i Europejczyk                                              |
| Grafika niemieckiego ekspresjonizmu                                                  |

| 1991                                                                      |
| ------------------------------------------------------------------------- |
| Obyś żył w ciekawych czasach                                              |
| Współcześni artyści Umbrii (Arzilli, Cardinali, Sani, Titarelli, Troiani) |
| Georg Baselitz. Wystawa grafiki                                           |
| Jan Vermeer. „Święta Prakseda”                                            |